# Korálovec žlutavý
Korálovec žlutavý (Micrurus fulvius) je jedovatý had z čeledi korálovcovitých, žijící v jihovýchodní části Spojených států a severovýchodním Mexiku.
Dorůstá délky zhruba 80 centimetrů, v ojedinělých případech však až 120 centimetrů. Samci mají delší ocas než samice, ale celkově dosahují samice větší délky. Zbarvení tvoří série černých a červených širokých pruhů, které předělují tenké žluté pruhy. Živí se plazy, žábami a menšími hady. Samice kladou tři až dvanáct vajec.